# DR Byen (metrostation)
DR Byen is een bovengronds metrostation in de Deense hoofdstad Kopenhagen dat op 19 oktober 2002 werd geopend.

## Geschiedenis
Na meerdere plannen voor uitbreiding van de stad op Amager kwam in 1989 een werkgroep met een uitgewerkt voorstel voor nieuwe woonwijken en bedrijfsterreinen, de Ørestad, aan de westzijde van Amager. In het voorjaar van 1992 de Ørestadwet aangenomen waarin de Ørestadsselskabet werd belast met de uitvoering van het bouwproject op Amager en de aanleg van een OV-verbinding tussen de stad en de nieuwe wijken. Voor de OV-verbinding werd gekeken naar een tram, een sneltram en een mini-metro en na onderzoek viel de keuze van het bestuur van de Ørestadsselskabet in 1994 op een metro. Deze zogeheten Ørestadsbanen zou op Amager noord-zuid lopen over de westzijde van het eiland.  Het ontwerp van het metronet werd in 1995 gemaakt en  omvatte onder meer het station Rigsarkivet  als noordelijkste van de vijf bovengrondse stations van de  Ørestadsbanen. Destijds was het de bedoeling om de nieuwe opslag van het Deens Nationaal Archief (Rigsarkivet) naast het station te bouwen. Uit kostenoverwegingen ging dit niet door en werd de nieuwe opslag gebouwd op het braakliggende terrein van het voormalige goederenstation bij Kalvebod Brygge. 
In 1996 werd het metroplan goedgekeurd en de Ørestadsbanen werd als M1 onderdeel van het metronet. De universiteit had haar oog laten vallen op het weer beschikbare terrein en bij de officiële toekenning van de stationsnamen kreeg het station de naam Universitetet. De nieuwe gebouwen van de universiteit kwamen echter verder naar het noorden en in 1999 begon de Deense staatsomroep Danmarks Radio (DR) met de bouw van haar nieuwe hoofdkantoor met studio's en een concertzaal op het terrein. Het eerste deel van deze DR Byen ("de DR stad") werd in 2006 betrokken en omdat de universiteitsgebouwen bij Islands Brygge werden gebouwd, werd de naam van het station overeenkomstig de geografische realiteit gewijzigd in DR Byen.       

## Ligging en inrichting
Het station bevindt zich, iets ten zuiden van het naamgevende omroepcomplex, op een viaduct parallel aan de Ørestads Boulevard, de belangrijkste ontsluitingsweg van de wijk Ørestad. De toegangen tot het perron bestaan uit een lift en vaste trappen tussen perron en de doorgang onder het viaduct.  Het eilandperron had aanvankelijk geen perrondeuren, maar in 2012 werd besloten om ook bovengrondse metrostations hiermee uit te rusten. De Ørestads Boulevard loopt langs de westkant van het station met aan de overkant recreatiegebied Amager Fælled, ten oosten van het spoor liggen drie woonblokken en staat het hoofdkantoor van de Nordeabank. 
Vanløse  · Flintholm  · Lindevang · Fasanvej · Frederiksberg · Forum · Nørreport   · Kongens Nytorv · Christianshavn · Islands Brygge · DR Byen · Sundby · Bella Center · Ørestad  · Vestamager